# Liste von Jazzfestivals in Polen
In der Liste von Jazzfestivals in Polen sind Jazz-Veranstaltungen aufgeführt, die in Polen regelmäßig stattfinden.
| Festival | seit | Monat             | Ort                                        | Nachweis |
| --- | ---- | ----------------- | ------------------------------------------ | -------- |
| LOTOS Jazz Festival (Bielska Zadymka Jazzowa) | 1999 | Februar           | Bielsko-Biała                              |          |
| JAZZ Od Nowa Festival | 2001 | Februar/März      | Toruń                                      |          |
| Jazz nad Odrą (dt. Jazz an der Oder) | 1964 | März/April        | Breslau                                    |          |
| Era Jazzu (dt. Jazzära) | 19XX | April             | Posen                                      |          |
| Festiwal i Konkurs Standardów Jazzowych (dt. Festival und Wettbewerb der Jazzstandards)                                                                        | 1990 | April             | Siedlce                                    |          |
| Lublin Jazz Festival | 2008 | April             | Lublin                                     |          |
| Międzynarodowy Konkurs Improwizacji Jazzowej (dt. Internationaler Wettbewerb der Jazzimprovisation)                                                            | 19XX | April             | Katowice                                   |          |
| Międzynarodowe Głogowskie Spotkania Jazzowe (dt. Internationaler Głogówer Jazzbegegnungen)                                                                     | 1985 | April             | Głogów                                     |          |
| Wiosna Jazzowa (dt. Jazzfrühling) | 2003 | April/Mai         | Zakopane                                   |          |
| Jazz Spring Częstochowa | 2002 | Mai/Juni          | Częstochowa                                |          |
| Enter Music Festival | 2011 | Juni              | Posen                                      |          |
| Jazz na Starówce (dt. Jazz in der Altstadt) | 1991 | Juni/Juli         | Warschau                                   |          |
| Jazz w Lesie (dt. Jazz im Wald) | 1995 | Juli              | Sulęczyno                                  |          |
| Gdynia Summer Jazz Days | 1992 | Juli              | Gdingen                                    |          |
| Warsaw Summer Jazz Days | 1991 | Juni              | Warschau                                   |          |
| Letni Festiwal Jazzowy w Piwnicy pod Baranami (dt. Sommerjazzfestival in der Piwnica pod Baranami)                                                             | 1996 | Juli              | Krakau                                     |          |
| Międzynarodowy Festiwal Małej Formy Jazzowej (dt. Internationales Festival für kleine Jazzformen)                                                              | 1986 | Juli              | Krakau                                     |          |
| Summer Jazz Festival | 1995 | Juli/August       | Krakau                                     |          |
| Jazz w Ruinach (dt. Jazz in den Ruinen) | 2004 | August            | Gliwice                                    |          |
| Ogólnopolski Przegląd Młodych Zespołów Jazzowych i Bluesowych Gdyńskiego Sax Clubu (dt. Allpolnische Schau junger Jazz- und Bluesbands des Danziger Sax Clubs) | 1998 | August            | Gdingen                                    |          |
| Old Jazz Meeting Złota Tarka | 1965 | August            | Iława                                      |          |
| Festiwal Muzyczny im. Pawła Bergera w Kaliszu (dt. Paweł-Berger-Musikfestival)                                                                                 | 2006 | September         | Kalisz                                     |          |
| Targi Kielce Jazz Festival | 2008 | September         | Kielce                                     |          |
| Jazz Jamboree | 1958 | Oktober           | Warschau                                   |          |
| Krokus Jazz Festiwal | 2002 | Oktober           | Jelenia Góra                               |          |
| Komeda Jazz Festival | 1994 | November          | Słupsk/Danzig                              |          |
| Międzynarodowy Festiwal Pianistów Jazzowych (dt. Internationales Festival der Jazzpianisten)                                                                   | 1974 | November          | Kalisz                                     |          |
| Międzynarodowe Spotkania Wokalistów Jazzowych (dt. Internationale Begegnungen der Jazzvokalisten)                                                              | 1973 | November          | Zamość                                     |          |
| Jazzowa Jesień w Bielsku-Białej (dt. Jazzherbst) | 2003 | November          | Bielsko-Biała                              |          |
| Pomorska Jesień Jazzowa (dt. Pommerscher Jazz-Herbst) | 1974 | November          | Landsberg an der Warthe, Stettin, Bromberg |          |
| Jazztopad (dt. etwa Jazzember) | 2004 | November          | Breslau                                    |          |
| Zaduszki Jazzowe (dt. Jazz-Allerseelen) | 1955 | November          | Krakau                                     |          |
| Made in Chicago | 2006 | November/Dezember | Posen                                      |          |
| Jazz Juniors | 1979 | November/Dezember | Krakau                                     |          |